# Snake River
Snake River er en flod i den vestlige del af USA. Floden er 1.670 km lang og er den største biflod til floden Columbia. Floden udspringer i Rocky Mountains ved Yellow Stone National Park og løber forbi Grand Teton National Park.
Snake River har sandsynligvis fået sit navn fra de første europæiske opdagelsesrejsende, der fejlfortolkede skiltet fra Shoshone-folket, der identificerede sig på tegnsprog ved at bevæge hånden i en svømmebevægelse, der for disse opdagelsesrejsende syntes at være en "slange". Det betød faktisk, at de boede nær floden med mange fisk.
Snake River er den 13. længste flod i USA.

## Galleri
- Snake med gul markering
- Udsigt over Snake River i Grand Teton National Park med Mount Moran i baggrunden
- Snake i Wyoming
- Snake i Idaho
- Snake i Oregon
- Snake i Washington

## Bifloder
Snake Rivers bifloder er bl.a. Salmon River, Salt River, Boise River, Grande Ronde River, Salmon Falls Creek

## Afvandingsområde
Snake afvander dele af områder i flere stater i USA. Det er : Wyoming, Utah, Nevada, Oregon, Idaho, Washington

## Andre store floder i USA
Mississippi
Missouri
Rio Grande
Colorado
Red River